# Пена, Арлиндо
Арлиндо Шенда Исаак Пена (порт. Arlindo Chenda Isaac Pena; 17 ноября 1955, Карикоке — 19 октября 1998, Йоханнесбург), известен под прозвищем Генерал Бен Бен — ангольский повстанческий генерал, один из военный руководителей УНИТА. Активный участник гражданской войны в Анголе. Племянник и близкий соратник Жонаса Савимби. Младший брат Элиаша Пены. В период относительного перемирия между УНИТА и правящим МПЛА — генерал правительственных войск Анголы.

## Соратник Савимби
Родился в семье племенных активистов овимбунду. Отец Арлиндо — Исаак Пиреш Пена — был школьным учителем и администратором больницы при евангелической миссии в селении Шилессо (провинция Бие). Джудит Пена, мать Арлиндо Пены — старшая сестра Жонаса Савимби, основателя и лидера движения УНИТА. В соответствии с семейно-бытовой культурой овимбунду, Арлиндо рассматривал Савимби скорее как отца, чем как дядю.
В 13-летнем возрасте Арлиндо Пена примкнул к УНИТА. Отличался активностью и личной преданностью Савимби. Полностью разделял его политические взгляды.

## Генерал УНИТА
Военную подготовку Арлиндо Пена прошёл в Марокко. Получил военную специальность артиллериста. Вернувшись в Анголу, включился в гражданскую войну антикоммунистической УНИТА против просоветского правительства МПЛА.
Арлиндо Пена был введён в командование партизанской армии УНИТА — Вооружённых сил освобождения Анголы (ФАЛА). Проявил себя как способный военачальник, в 1985 году возглавил штаб Северного фронта ФАЛА. Получил прозвище Генерал Бен Бен — в честь первого президента Алжира Ахмеда бен Беллы.
В 1985 году Арлиндо Пена командовал маршем на Маланже, остановившим наступление правительственных войск. В 1986 был назначен заместителем начальника генерального штаба ФАЛА. Курировал комплектование военных кадров УНИТА. Участвовал в Битве при Квито-Кванавале. С 1989 фактически возглавлял генштаб после Демостенеша Шилингутилы.

Воздух вокруг него был проникнут духом пиратства. Подобно своему дяде, он тоже имел харизму.

Маргарет Ансти, заместитель генерального секретаря ООН

После заключения Бисесских соглашений 1991 года Арлиндо Пена вёл переговоры об интеграции ФАЛА в общеангольские вооружённые силы (ФАА). Входил в делегацию УНИТА в Луанде во время выборов 1992 года.
Ангольский политический кризис осени 1992 вылился в Резню Хэллоуин. Десятки тысяч сторонников УНИТА были убиты боевиками правящей МПЛА и правительственными силовыми структурами. Среди погибших был Элиаш Пена — брат Арлиндо Пены. Сам Арлиндо Пена спасся только потому, что труп другого человека был принят за него. После этого Арлиндо Пена активно участвовал в возобновившейся гражданской войне против правительства МПЛА.

## Депрессия и кончина
В 1994 году был подписан Лусакский протокол — очередное мирное соглашение между Жонасом Савимби и президентом душ Сантушем. В порядке соглашения была вновь предпринята попытка интеграции вооружённых сил. В 1996 Арлиндо Пена получил военный пост в правительственной армии — формально высокий, реально не имевший командного значения.
Ситуация «ни мира, ни войны» оказала на «Генерала Бен-Бена» деморализующее влияние. Он принял должность от правительства, которому не мог простить гибели брата. Последние годы Арлиндо Пена провёл в состоянии психологической подавленности и алкозависимости. Его положение осложнялось негативным настроем таких соратников, как Антониу Дембу и Паулу Лукамба.
В октябре 1998 здоровье Арлиндо Пены резко ухудшилось. В армейской клинике ему диагностировали малярию. 14 октября он был экстренно доставлен в Йоханнесбург, где вскоре скончался. Как обычно в таких случаях, возникли подозрения, что он был отравлен во время встречи с Савимби, состоявшейся двумя неделями ранее.

## Семья и личность
В годы гражданской войны погибли двое братьев Арлиндо Пены — Элиаш Салупето Пена и Лоте Мальейро Пена. Третий его брат — Араужо Касуке Пена — в 2000-е занимал пост секретаря УНИТА по вопросам протокола.
Джудит Пена, мать братьев Пена, курировала в УНИТА финансово-хозяйственные вопросы. После гибели Жонаса Савимби она выступает как глава клана и распорядитель материальных активов партии. Старшая сестра Савимби была известна как «единственный человек, пользовавшийся его уважением».
Арлиндо Пена был женат на южноафриканке Мавилде Линде Дашале. Их сын Демарте Дашала Пена издал в ЮАР книгу о своём отце Por detrás destas magoas do meu sangue rebelde — За горем мятежной крови (где также выразил сомнение в официально объявленной причине смерти отца).
По характеру Арлиндо Пена считался скромным солдатом, не имевшим особых амбиций. Его увлечениями являлись музыка, военная история и каратэ.

## Перезахоронение
Первоначально Арлиндо Пена был похоронен в столице ЮАР Претории. Однако представители клана Савимби—Пена и руководства УНИТА настаивали на его погребении в Андуло — родовом центре семейства. Власти Анголы во главе с президентом Жозе Эдуарду душ Сантушем возражали, опасаясь «разжигания страстей».
В сентябре 2018 новый президент Анголы Жуан Лоренсу дал согласие на перезахоронение. Он особо распорядился предоставить авиатранспорт для доставки останков Арлиндо Пены из ЮАР и перелёта Джудит Пены из Португалии в Анголу. Арлиндо Пена был погребён в селении Лопитанга (муниципалитет Андуло), где покоятся его предки и родственники, а с 1 июня 2019 — сам Жонас Савимби. Эти акты были восприняты как «жест доброй воли в адрес УНИТА» со стороны президента Лоренсу.